# 선덕왕
선덕왕(宣德王, ? ~ 785년 음력 1월 13일/양력 785년 3월 2일(율리우스력 2월 26일), 재위: 780년 ~ 785년 음력 1월 13일)은 신라의 제37대 왕이다. 성은 김(金)이고, 휘는 양상(良相)이다. 내물 마립간(奈勿麻立干)의 10세손이라 하나 가계는 다소 불분명하다. 아버지는 해찬(海飡) 김효방(金孝芳)이고, 할아버지는 김원훈(金元訓)이다. 어머니는 성덕왕(聖德王)의 딸인 사소부인(四炤夫人)이다. 선왕 혜공왕(惠恭王)은 그의 외사촌형제가 된다.
그밖에도 삼국사기 선덕왕조 5년과 7년에는 그가 원성왕(元聖王) 김경신(金敬信)과 형제뻘이라는 설도 있어서 가계가 불분명하다.

## 생애
출생연도에 관한 기록이 남아 있지 않다. 다만 즉위 당시 고령의 나이였고 장수한 것으로 추정된다. 신라 김씨 족보에 의하면 증조부는 사다함(斯多含)이고, 할아버지는 원훈이며, 아버지는 효양이라 한다. 그러나 삼국사기나 삼국유사에는 나타나지 않는 내용이며, 사다함은 선덕왕보다 2백 년 이전에 활동하던 인물이라 증조부-증손자로 보기에는 연대 차이가 길다. 어머니는 성덕왕의 딸로, 혜공왕에게는 고종사촌, 혜공왕은 그의 외사촌간이 된다.
경덕왕 23년(764년) 아찬(阿飡)을 거쳐 혜공왕 10년(774년) 상대등(上大等)이 되었다. 선덕왕 1년(780년) 혜공왕과 일족이 김지정(金志貞)에게 피살되자 김경신과 함께 군사를 일으켜 김지정을 살해하였다.
반면, 삼국유사에 따르면 혜공왕은 김양상, 김경신에게 살해되었다고 되어 있다. 따라서 김지정의 난은 당시 실권을 장악한 상대등 김양상, 이찬 김경신을 겨냥했다는 학계의 일부 해석이 있다.
경덕왕(景德王) 때 관제 개혁이 있었는데, 혜공왕 때 상대등 김양상, 이찬 김경신 등의 대신들의 주도로 관제 개혁을 모두 취소하였다.
김양상은 자신의 아버지를 개성왕으로 추증하여 사당을 만들고, 외조부 성덕왕의 사당도 만들었다. 이는 후에 원성왕 김경신에 의하여 모두 허물어졌다. 선덕왕 5년조와 7년조에는 김경신과 형제뻘이라 기록했으나, 그가 김양상의 친형제라고 보기는 어려운데, 원성왕조에서는 원성왕 즉위 후 선덕왕의 할아버지 원훈의 사당을 폐쇄하였다고 했기 때문이다.
선덕왕도 후사 없는 가운데 후계자를 지명하지 못하고 사망하여 내물왕의 후손 김경신과 무열왕의 차남 김인문(金仁問)의 7대손 김주원(金周元) 사이에 왕위 계승을 놓고 갈등이 생기는 원인이 되었다.
785년 음력 1월 13일 병으로 붕어하였다. 자녀와 후손 여부는 기록되지 않아 알 수 없다. 시신은 유언에 따라 화장하였다.

## 논란
<신라 김씨 족보>에는 선덕왕이 사다함(斯多含)의 증손이라하나 사다함은 17세에 요절했으며 삼국사기에도 결혼을 했다는 기록이 없어 신빙성이 떨어진다.
《화랑세기》 필사본 김흠순전에 의하면 풍월주 김흠순(金欽純)의 아홉째 아들 김원훈(金元訓)이 중시(中侍)가 되었다는 내용이 나온다. 그렇다면 금관가야 왕족의 직계후손이 신라의 왕이 되었다는 충격적인 사실을 밝힌다. 그래서 선덕왕은 신라 하대 최대의 미스터리 인물로 꼽힌다.
선덕왕의 뒤를 이은 원성왕은 제33대 성덕대왕과 선덕왕 아버지인 개성대왕의 사당을 헐어버리고, 자기 조상 현창사업을 하는데 증조부터 아버지까지 왕으로 추봉하는데 이상하게도 같은 내물마립간 후손(10대손과 12대손)으로서 선덕왕과는 조상이 겹치지 않는다. 이것은 선덕왕과 원성왕은 혈연적으로 관계가 없거나 아주 멀다는 것이다. 신라최대의 미스터리인 것이다.
《삼국사기》에는 선덕왕과 원성왕 둘다 내물마립간의 후손으로 되어있는데, 원성왕은 선덕왕의 동생이라고 했다가 손자뻘로 나오는 등 치명적인 오류가 있다. 이 오류를 바로잡는 키워드는 선덕왕의 아버지 효방 해간이다. 해간이라는 벼슬은 신라 17관위 중 네 번째이니 김효방을 찾아보면 된다.
김효방의 기록은   《삼국유사》왕력편 선덕왕 조에   "김씨이며 이름은 양상(亮相=良相)이다. 아버지는 효방(孝方)  해간(海干=해찬=파진찬)이니 개성대왕(開成大王)으로 추봉되었는데 원훈(元訓) 각간의 아들이다."      《삼국유사》왕력편에 다른 곳에서는 볼 수 없는, 할아버지가 원훈이라는 사실이 추가돼 있다.
《삼국사기》에는 원훈이라는 인물이 두 번 나오는데 중시가 될 때 그리고 물러날 때이다.
이 김원훈에게 아들이 있는데 그가 바로 김효방이다. 
《화랑세기》 필사본을 활용한 해석도 있다. 19세 풍월주 김흠순전에 아홉째 아들 원훈이 중시벼슬에 오른다는 내용이 나온다. 김흠순은 누구인가? 그것은 바로 김해김씨 김유신장군의 친동생이다.
```
신라에 끼친 공적은 김흠순(흠춘(欽春)’이라고도 한다)도 만만치 않았다. 비록 형인 김유신에 가려졌지만 백제와의 전쟁 참여와 고구려 정벌시 대당총관을 역임 삼국통일 후 당나라에 다녀오기도 하였다. 많은 공을 세우고 말년에 각간을 역임한다. 김흠순에게는 아들이 여럿 있었는데 넷째 원수, 여섯째 원선, 아홉째 원훈이 중시가 된다. 중시는 신라의 관직명으로 651년(진덕여왕 5년)에 설치되었다. 오늘날의 국무총리와 같다. 상대등과는 달리 왕의 직속 부하 성격이 강하다. 김유신, 김흠순 형제 가문이 신라하대의 유력 가문이었다는 이야기이다.
```

```
원수, 원선, 원훈이 김흠순의 아들이라는 기록은 오직 화랑세기필사본 뿐이다. 선덕왕의 계보를 보면 김흠순(김유신의 친동생)의 아홉째아들 김원훈 - 김효방(개성대왕) - 김양상(선덕왕)인 것이다.
```

김부식이 삼국사기를 집필할 당시 화랑세기가 존재하였고 참고하였다고 하는데, 경주 김씨인 김부식이 고의적으로 기록을 누락한게 아닌가 하는 의심이 든다는 주장도 있으나, 화랑세기 필사본은 원본과 관련없는 위서라는 것이 정설이므로 위 주장은 역사적 의미를 갖지 못한다.

## 가계
- 조부 : 김원훈(金元訓)
  - 아버지 : 김효방(金孝芳) 해찬(海飡)으로 개성왕(開聖王)에 추봉
- 외조부 : 성덕왕(聖德王) - 신라 제33대 왕
- 외조모 : 성정왕후(成貞王后)
  - 어머니 : 사소부인(四炤夫人)
  - 계모 : 정의부인 박씨(貞毅夫人 朴氏)
    - 왕비 : 구족왕후 김씨, 각간(角干) 양품(良品)의 딸

## 같이 보기
- 발해
  - 문왕 (737년 - 793년)
- 당나라
  - 당 덕종 (779년 - 805년)
- 일본
  - 고닌 천황 (770년 ~ 781년)
- 통일신라
- 선덕여왕

| 전 대 혜공왕 | 제37대 신라 국왕 780년 - 785년 | 후 대 원성왕 |

1. ↑  아버지인 김효방이 734년에 사망했으므로 선덕왕은 최소 734년 이전에 태어난 것으로 보인다.